# 张献诚
张献诚（723年—768年10月30日），陕州平陆（山西平陆）人，幽州节度使、幽州大都督府长史张守之子，唐玄宗天宝末年，安史之乱中投降安禄山、史思明，镇守汴州（今河南开封）。宝应元年冬（762年），东都洛阳被唐军平定，史朝义逃往汴州投靠张献诚，张献诚见势不妙，拒绝接纳史朝义，并率军投降唐朝，仍任汴州刺史和汴州节度使。此后改任梁州刺史，充山南西道节度观察使，兼充剑南、东川节度观察使，封邓国公。大历三年（768年），上表推荐堂弟张献恭接替自己任山南节度使，九月十五日（10月30日）在长安光福里去世，年四十六。

## 历任官职
- 天宝初（742年），补太子通事舍人。
- 历任太原府士曹参军、盂县令、左清道率。
- 任檀州刺史。
- 天宝十四年（755年），安史之乱中镇守汴州。
- 宝应元年（762年），唐朝授特进、试太常卿、兼汴州刺史、防御等使。
- 授左威卫大将军、封邓国公，食实封二百户，仍为宝应军左步兵使。
- 永泰初（765年），特拜梁州刺史、山南西道节度等使，俘虏羌浑贼帅高玉，加仪同、检校工部尚书。十月，剑南节度使郭英乂为其检校西山兵马使崔旰所杀，永泰二年（766年），张献诚兼充剑南东川节度观察使，与崔旰战于梓州，被崔旰击败。
- 大历三年春（768年），入朝任检校户部尚书，知省事。同年九月十五日卒。

## 子女
夫人清河崔氏，继室陇西李氏。有子十八人，女十二人。长子张佶、次子张信皆早亡。次张位，太子洗马，张任，太常主簿。

## 延伸阅读
[在维基数据编辑]
 《舊唐書·卷122》，出自刘昫《舊唐書》